# Marjančaci
Marjančaci est un village de la municipalité de Valpovo (Comitat d'Osijek-Baranja) en Croatie. Au recensement de 2011, la ville comptait 308 habitants.